# (36252) 1999 VS190
1999 VS190 (asteroide 36252) é um asteroide da cintura principal. Possui uma excentricidade de 0.03485450 e uma inclinação de 4.25753º.
Este asteroide foi descoberto no dia 15 de novembro de 1999 por LINEAR em Socorro.